# دیگو استراماچونی
دیگو استراماچونی (انگلیسی: Diego Stramaccioni؛ زادهٔ ۲ ژانویهٔ ۲۰۰۱) بازیکن فوتبال است.